# Gerrit Kristen
Gerrit A.J. Kristen (Enschede, 13 mei 1934) was een voormalig Nederlands hockeyinternational. Hij maakte deel uit van het Nederlands olympisch hockeyteam dat naar de Olympische Zomerspelen van 1956 in Melbourne zou gaan.
Kristen kwam mede door zijn goede techniek, in zijn jeugd al verkregen door veel te oefenen op de deel van zijn vaders boerderij, in het toen succesvolle eerste team van DKS. Als linkerspits hielp Kristen mee aan acht van de negen oostelijke kampioenschappen van DKS, dat het won in de periode tussen 1948 en 1960. Hierna volgden de wedstrijden om het Nederlands kampioenschap tegen de andere regionale kampioenen.
Kristen speelde tussen 7 mei 1955 en 5 april 1959 veertien keer in de Nederlandse hockeyploeg.
Hij maakte ook deel uit van het Nederlands olympisch hockeyteam dat zich op de Olympische Zomerspelen van 1956 in Melbourne voorbereidde. Dit betekende iedere woensdag een tocht van Enschede naar het Olympisch Stadion in Amsterdam voor de centrale conditietraining en iedere zaterdag naar het veld van hockeyclub Laren voor de technische training onder leiding van Rex Norris.
Dat Nederland de Olympische Zomerspelen van 1956 wegens de inval van de Sovjet-Unie in Hongarije als een van de drie landen (naast Spanje en Zwitserland) boycotte, was een enorme teleurstelling voor Kristen en het hele team. De spelers en begeleiders kregen de beslissing pas drie dagen voor het vertrek te horen. De deceptie was groot ook al omdat Nederland tot de grote favorieten voor het olympisch goud behoorde. Met de terugtrekking van de olympische deelname ging voor Kristen en het team ook de twee maanden durende hockeyreis naar Hongkong, Singapore, India en Egypte die erna zou plaatsvinden niet door.